# Villotta (Lied)
Eine Villotta ist ein mehrstimmig durchkomponiertes Tanzlied des 16. Jahrhunderts mit dem Ursprung in Norditalien. Im engeren Sinne ist eine Villotta ein tanzmäßiges Volkslied aus Venedig oder Umgebung, das um 1520 seinen Anfang nahm. Der Begriff leitet sich von dem norditalienischen Dialektausdruck vilóte her, mit der Bedeutung Bauer oder Landwirt. Die Drucker von Notenausgaben verwendeten die Begriffe villotta, villanesca und villanella austauschbar nebeneinander (synonym), obwohl zwischen ihnen sowohl sprachlich als auch musikalisch teilweise erhebliche Unterschiede bestehen.

## Geschichte
Vorformen einer Villotta gab es bereits bei den Komponisten der Frankoflämischen Musik am Ende des 15. Jahrhunderts; es waren als erste Heinrich Isaac, Josquin Desprez und Loyset Compère, welche die entsprechenden italienischen Melodien in vokalen Sätzen verarbeiteten. Von Issac stammt beispielsweise das Quodlibet Donna di dentro, und Josquin sowie Compère schrieben Bearbeitungen der Scaramella-Melodie; hier handelt es sich hauptsächlich um chansons rustiques mit italienischen Texten. Als unmittelbarer Vorläufer einer voll ausgeprägten Villotta gilt die Barzaletta mit ihren volkstümlichen Elementen. Gedruckt wurden die Villanellas in Ausgaben von Frottolas, aber unter dem Einfluss der französischen Chansons entwickelten sie sich unabhängig von den Frottolas. Der Komponist Michele Pesenti (1475 – um 1522) war einer der ersten, der in der Verbindung von imitatorischer Mehrstimmigkeit mit akkordischer Deklamation in Vokalsätzen den Chansonstil einbezogen hat.
Der Begriff der Villotta taucht zuerst in den 1520er Jahren in norditalienischen Liederbüchern auf, um vierstimmige Strophenlieder im Dialekt von Venetien zu bezeichnen (auch heute noch werden norditalienische lyrische Volkslieder, welche vier oder mehr sieben- bis achtsilbige Strophen und einen Silben-Refrain enthalten, Villotta genannt). Ein venezianisches Manuskript (I-Vnm, ItCl.IV, 1795–1798, um 1520) enthält ein separates Inhaltsverzeichnis mit zwölf Stücken, die villotte genannt werden; auch in weiteren Handschriften dieser Zeit wird dieser Begriff verwendet, so in frühen Madrigalquellen aus der Toskana.
Der erste Sammeldruck von Villottas erschien im Jahr 1541, herausgegeben von dem Schauspieler Alvise Castellino, genannt Varoter (Il primo libro delle villotte) und war Herzog Ercole II. d’Este von Ferrara gewidmet; er enthielt Serenaden, Tanzlieder im Saltarello-Stil sowie Dialoge zwischen einer ungeduldigen Tochter und der sie tröstenden Mutter. Hier gibt es deutliche Bezüge zwischen den Villottas und den Banketten in Ferrara während der 1520er Jahre. Nach 1540 verlor der Begriff der Villotta seine spezifische Bedeutung und wurde synonym mit dem Begriff der Villanelle oder Canzone villanesca.

## Eigenschaften und weitere Beschreibungen
Typisch für die Texte einer Villotta sind, über einen gewöhnlichen Text hinaus, auch Zweideutigkeiten, Flüche, angedrohter Ehebruch, die Nachahmung von Tierlauten und Silben-Refrains (li-lo-le-la, also eingefügte sinnlose Textsilben). Nach Aussage des US-amerikanischen Musikwissenschaftlers William Prizer ist sie eine „inbegriffene Flucht aus dem Höfischen im literarischen wie im metaphorischen Sinn“. Es wird nicht nur der höfische Liebhaber von dem ländlichen Mädchen, Dorfbewohner oder Landwirt „versetzt“, sondern der musikalische Satz wird vom vornehmen Hof auf das Ländliche verschoben, welches ein Interesse an einem Spiel mit der ländlichen Kultur zeigt, vielleicht als Gegenmittel gegen die allzu gezierte Eitelkeit der höfischen Liebe. Beliebt ist auch die Incatenatura, eine Verkettung mehrerer Volkslieder, die so einen bestimmten Typ des Quodlibet darstellt. Viele Villottas sind vertonte realistische Zwiegespräche und wechseln zwischen imitatorischer Mehrstimmigkeit und gänzlich homophonem Satz, wie beispielsweise das Stück De là da l’acqua sta von Francesco Patavino.
Ein weiterer Villotta-Typ endet mit einem nio („Nest“), einem achttaktigen, instrumental begleiteten Refrain, oder mit einer Passage im Dreiertakt, wie beispielsweise Patavinos Donne, venete al ballo. Eine sehr langlebige Form der Villotta war die Zitat-Villotta, in denen die Anfänge (Incipits) volkstümlicher Lieder erscheinen; solche finden sich bei Matthias Hermann Werrecore (La bataglia italiana, Venedig 1549) oder in der Sammlung Villotte mantovane (Venedig 1583). Bei den Banketten in Ferrara spielte auch die Aufführungstruppe des Komödiendichters Ruzante eine Rolle; hier werden einige Stücke als canzoni bezeichnet, bei denen es sich wohl um homophone Villottas handelt, nachdem Adrian Willaert die berühmte Canzone Zoia zentil che per segrata via im Jahr 1545 mit einer bekannten Melodie im Tenor vertont hatte. Die übrigen Villottas von Willaert bauen gleichfalls auf dem Tenor auf. Weitere Vertoner von Villottas waren Barges, Giovanni Leonardo Primavera, Marco Cara und Sebastiano Festa. Die im volkstümlichen Sinn erfolgreichsten Villottas waren die homophonen Bearbeitungen von Filippo Azzaiolo, welche dieser für die Reihe Villotte del fiore geschrieben hat, erschienen 1557, 1559 und 1569; hier wurden viele der Melodien und Texte, die in Ruzantes Stücken zitiert werden, unverändert gelassen.

## Ausgaben (Auswahl)
- Filippo Azzaiolo: Villotte del fiore, hrsg. von F. Vatielli, Bologna 1921
- Filippo Azzaiolo: Il secondo libro de Villotte del fiore alla padovana, hrsg. von G. Vecchi, Bologna 1953 (= Maestri Bolognesi Nr. 2)
- Donna G. Cardamone (Hrsg.): Adrian Willaert and His Circle: Canzone villanesche alla napolitana and villotte, Madison 1978 (= Recent Researches in the Music of the Renaissance Nr. 30)
- Villanelle e villotte a quattro voci dispari di Azzaiolo, Donato e Scandello, Mailand 1981
- Filippo Azzaiolo: Six Villotte, hrsg. von B. Thomas, London 1985 (= Thesaurus Musicus Nr. 50)
- C. Assenza: Giovan Ferretti tra canzonetta e madrigale, con l’edizione critico del Quinto libro di canzoni alla napolitana a cinque voci (1585), Florenz 1989 (= Madrigalisti dell’Italia Settentrionale Nr. 4)
- Orlando di Lasso und andere: Canzoni villanesche and villanelle, hrsg. von Donna G. Cardamone, Madison 1981 (= Recent Researches in the Music of the Renaissance Nr. 82/83).